# The Flatliners
The Flatliners è una band melodic hardcore punk canadese, formatasi a Richmond Hill, Ontario, molto influenzata dallo stile di Rancid, Operation Ivy, Chaos UK e Sham 69.

## Formazione
- Chris Cresswell – voce, chitarra
- Scott Brigham – chitarra
- Jon Darbey – basso
- Paul Ramirez – batteria

## Discografia

### Album in studio
- 2005 – Destroy to Create
- 2007 – The Great Awake
- 2010 – Cavalcade
- 2013 – Dead Language
- 2015 – Division of Spoils
- 2017 – Inviting Light
- 2022 – New Ruin

### Demo
- 2002 – Demo

### Apparizioni in compilation
- 2009 – Warped Tour 2009 Tour Compilation